# 朱鐸
朱鐸，字允学，福建晋江县人。明朝官员。

## 生平
朱鐸十岁即能作诗。永乐四年（1406年），朱鐸中式丙戌科三甲进士。任户部主事。后去官家居，以经史自娱。请其作文者接踵而至，郡中名胜古迹之石刻，多出于其手。卒年九十岁。清道光《晋江县志》有传。